# RAB3A
RAB3A‏ (RAB3A, member RAS oncogene family) هوَ بروتين يُشَفر بواسطة جين RAB3A في الإنسان.